# حسین‌آباد (بجستان)
حسین‌آباد، روستایی از توابع بخش مرکزی شهرستان بجستان در استان خراسان رضوی ایران است.

## جمعیت
این روستا در دهستان بجستان قرار داشته و بر اساس سرشماری مرکز آمار ایران در سال ۱۳۹۰، جمعیت آن ۳۱ نفر (۱۳ خانوار) بوده‌است.